# Сассун, Альберт
Сэр Альберт Абдулла Дэвид Сассун, 1-й баронет (англ. Sir Albert Abdullah David Sassoon, 1st Baronet; 25 июля 1818, Багдад, Багдад — 24 октября 1896, Брайтон, Восточный Суссекс) — багдадский и английский бизнесмен и филантроп. Кавалер Ордена Бани и Ордена Звезды Индии.

## Биография

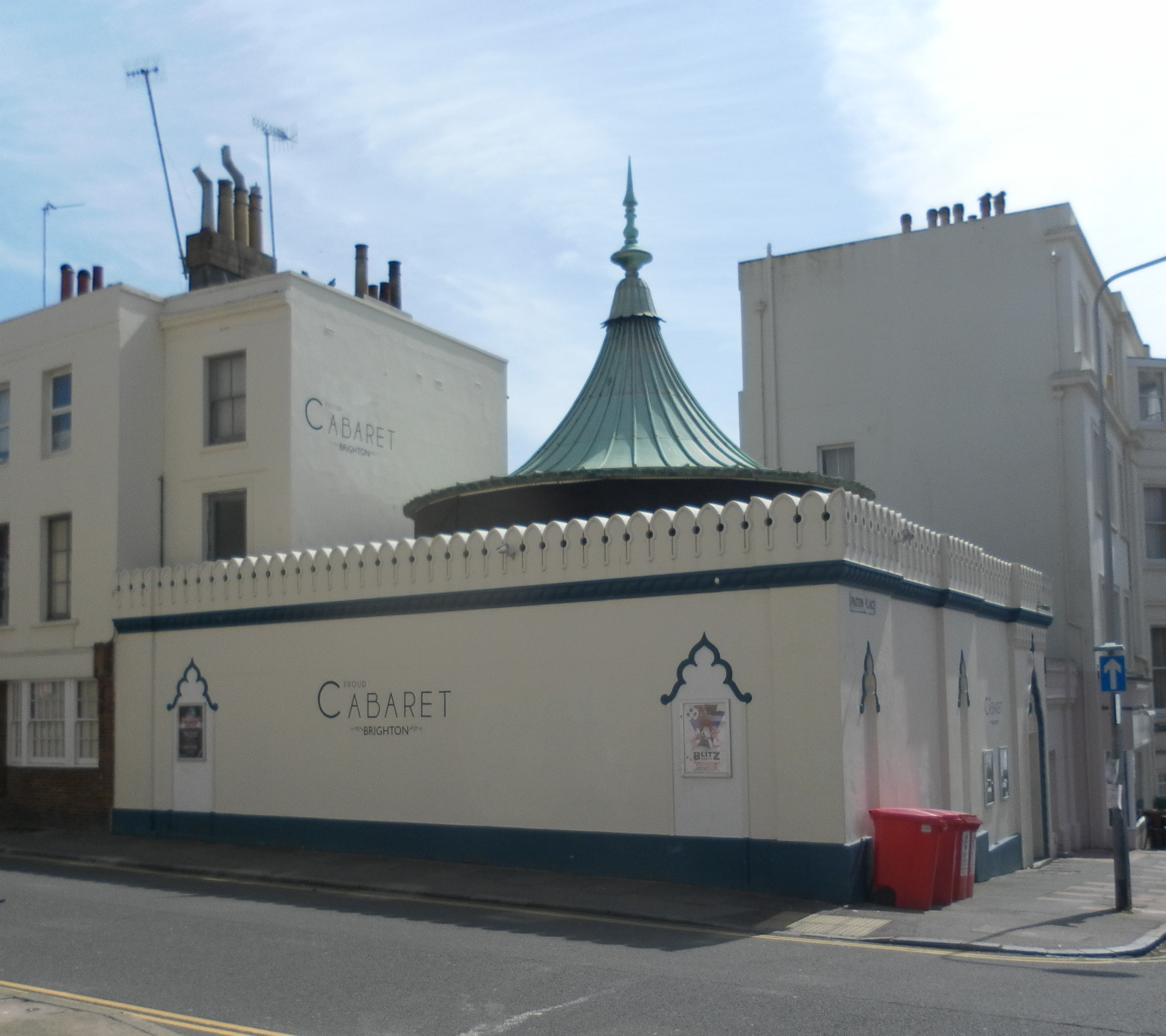
Мавзолей Сассуна в Кемптауне, Брайтон

Родился 25 июля 1818 года в Багдаде, Османская империя, в семье багдадских евреев Сассун. Его отцом был Дэвид Сассун (1792—1864). Он получил образование в Британской Индии. После смерти отца он был главой семейной торговой компании «David Sassoon & Sons» (позже «David Sassoon & Co.»). Генеалогическое древо Сассуна восходит к городу Сасон в Северном Курдистане.
В 1874 году под руководством Альберта Сассуна компания David Sassoon & Sons основала в Бомбее (ныне Мумбаи) новую дочернюю компанию Sassoon Spinning and Weaving Company, которая открыла там несколько хлопчатобумажных фабрик. В 1875 году компания построила Sassoon Docks, первые мокрые доки в Бомбее. Компания также сыграла важную роль в основании Imperial Bank of Persia в 1889 году.
После визита в Англию в 1873 году Альберт Сассун навсегда поселился там в 1875 году, чтобы руководить «David Sassoon & Sons» из Лондона. Управление делами компании в Бомбее было передано его младшему брату Соломону Дэвиду Сассуну (1841—1894).
Альберт Сассун умер в Брайтоне в 1896 году в возрасте 78 лет и был похоронен там, в мавзолее Сассун, который он построил. В 1933 году его тело было вывезено и перезахоронено на Либеральном еврейском кладбище в Виллесдене в Лондоне. Для него также был построен мавзолей на еврейском кладбище Чинчпокли.

## Филантропия и почести
Он был крупным благотворителем города Бомбея. Среди его подарков был значительный вклад в реконструкцию средней школы Эльфинстона и возведение большой конной статуи принца Уэльского Альберта Эдуарда в ознаменование его визита в Индию в 1875 году. Он также финансировал множество стипендий и стал близкий советник правительства по образовательным и строительным проектам.
Альберт Сассун пожертвовал 60 000 рупий, в то время как правительство Бомбея покрыло оставшуюся часть стоимости рупий, 65 000 рупий на строительство библиотеки и читального зала Дэвида Сассуна на Рэмпарт-Роу, Кала Года в Бомбее. Его строительство было завершено в 1870 году, и, как и многие близлежащие здания, такие как Эльфинстонский колледж, здания армии и флота и отель Уотсона, оно было построено из жёлтого камня Малад.
Музей Виктории и Альберта в Бомбее (ныне Музей доктора Бхау Даджи Лада) был построен под покровительством многих богатых индийских бизнесменов и филантропов, включая Альберта Сассуна, сэра Джамсетджи Джиджибоя и Джаганата Шанкерсета.
В 1866 году Сассун стал кавалером Ордена Звезды Индии (CSI), а в 1872 году — кавалером Ордена Бани (KCB). Примерно в то же время он получил Орден Льва и Солнца от шаха Персии за «работу в Персии и его заслуги в развитии персидской торговли». Во время своего визита в Англию в 1873 году он получил статус гражданина Лондонского Сити. После того, как Сассун поселился в Англии, в 1890 году ему был присвоен титул баронета.

## Семья
Альберт Сассун женился на Ханне Мейер Моис (1823—1895) в 1838 году. У них было шестеро детей. Его вторым сыном был Эдвард Сассун (1856—1912), отец Филипа Сассуна (1888—1939) и Сибил Чамли, маркизы Чамли (1894—1989). Их дети:
Отец Альберта Сассуна, Дэвид Сассун (1792—1864), был ведущим багдадским купцом и казначеем при Ахмет-паше, губернаторе Багдада. Однако он бежал после того, как был замешан в коррупционном скандале, переехал из Багдада в Бушир в Персии и поселился в Бомбее в 1832 году, где основал крупный торговый бизнес под названием «David Sassoon & Sons».
Прапраправнук Альберта Сассуна — британский актёр Джек Хьюстон.